# Klucz (Stettin)
Klucz (deutsch Klütz) ist ein Ort in der polnischen Woiwodschaft Westpommern. Er bildet gemeinsam mit dem benachbarten Żydowce (Sydowsaue) die Ortschaft Żydowce-Klucz im Stadtkreis Stettin.

## Geographische Lage

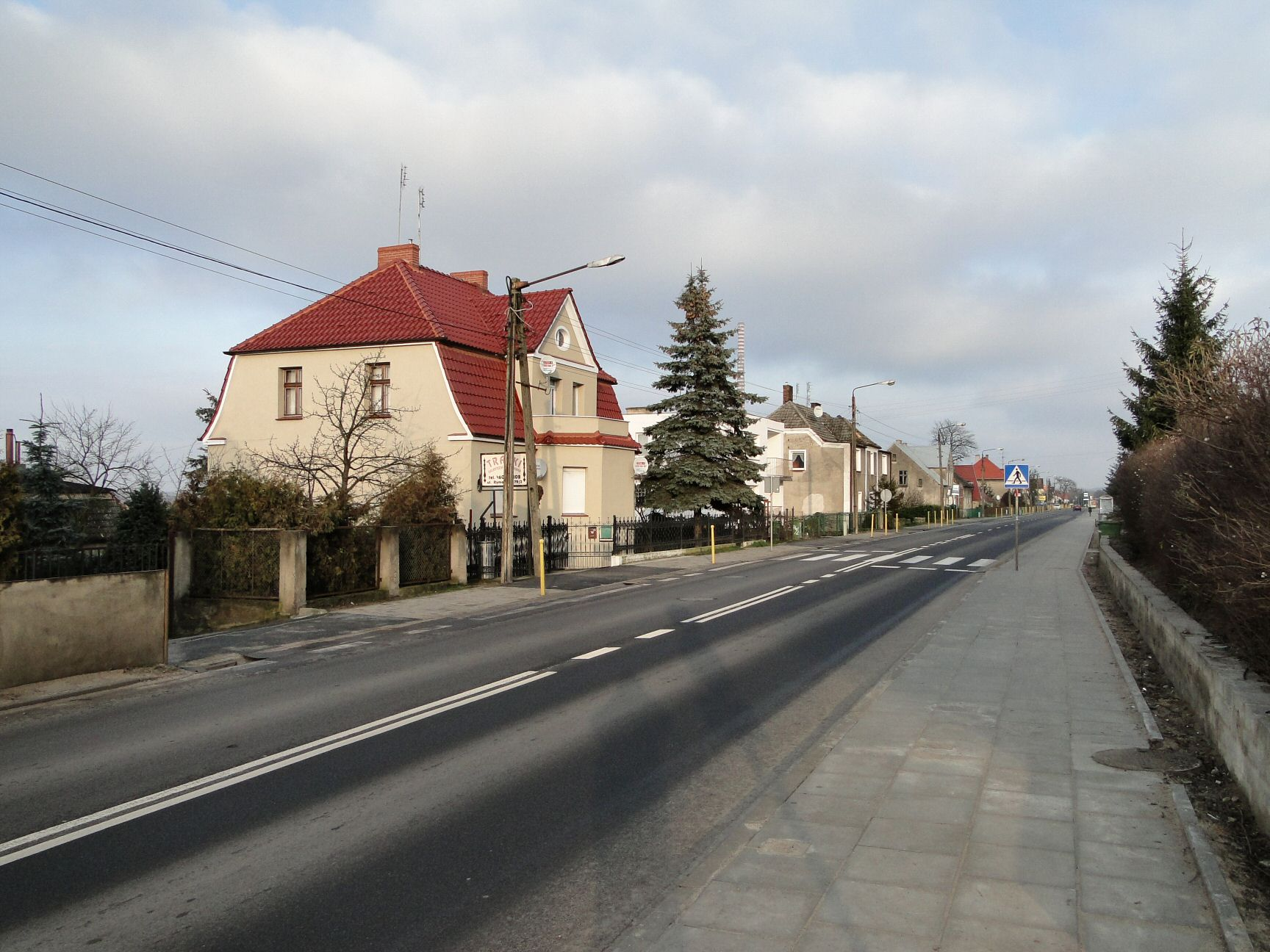
Ortsbild (2009)

Der Ort liegt in Hinterpommern, etwa zehn Kilometer südlich des Stadtzentrums von Stettin, am rechten Ufer der Ost-Oder (Große Reglitz). Im Westen liegt der Landschaftsschutzpark Unteres Odertal, im Osten der Stettiner Landschaftsschutzpark Buchheide.

## Geschichte
Der Ort wurde erstmals im Jahre 1305 erwähnt, als das Kloster Kolbatz ihn aus dem Besitz der pommerschen Herzöge kaufte und dadurch auch Fischereirechte auf der Ost-Oder erwarb. Ferner ist Klütz in einer angeblich im Jahre 1226 durch Herzog Barnim I. für das Kloster Kolbatz ausgestellten Urkunde genannt, die aber als Fälschung erkannt ist. In einer Hufenmatrikel von 1628 kommt der Ort unter dem Namen Klutzke vor.
Historisch setzte sich der Ort aus Ober-Klütz, oben auf dem Talrand der Ost-Oder, und Nieder-Klütz, unterhalb im Flusstal, zusammen.
Auf der Grundlage einer Kabinettsordre König Friedrichs des Großen vom 31. Dezember 1746 wurde im Klützer Landbruch bei Klütz der Ort Sydowsaue gegründet. Im Laufe der Zeit überflügelte Sydowsaue das ältere Klütz.
Bis 1934 bildete Klütz eine eigene Landgemeinde im Kreis Greifenhagen. 1934 wurde Klütz nach Sydowsaue eingemeindet, das sich inzwischen zu einem Vorort von Stettin mit bedeutender Industrie entwickelt hatte. Mit dem Groß-Stettin-Gesetz von 1939 wurde Sydowsaue, und damit auch Klütz, in die Stadt Stettin eingemeindet.
Nach dem Zweiten Weltkrieg kam Klütz, wie ganz Hinterpommern, an Polen. Der polnische Staat gab dem Ort den Namen Klucz und besiedelte ihn mit Polen. Heute bildet Żydowce-Klucz eine Ortschaft im Stadtkreis Stettin.

## Entwicklung der Einwohnerzahl
- 1925: 779[3]

## Kirche
Evangelische Kirche
Die evangelische Kirche in Klütz war eine Filialkirche der Mutterkirche in Klebow. Bis 1927 war Sydowsaue nach Klütz eingepfarrt; 1927 erhielt Sydowsaue ein eigenes modernes Kirchengebäude. Das Kirchengebäude in Klütz, ein aus dem späten Mittelalter stammender Findlingsbau mit einem Holzturm, wurde 1945 zerstört.

## Verkehr
Durch den Ort führt von Nord nach Süd die Landesstraße 31. Nachbarorte an dieser Straße sind im Norden Żydowce und im Süden Radziszewo (Retzowsfelde). Parallel zu dieser Straße verläuft die Bahnstrecke Breslau–Stettin, an der früher ein Haltepunkt bestand.
Gleich südlich des Ortes befindet sich eine Autobahnabfahrt der Autostrada A6.